# Rio Big Wainihinihi
O rio Big Wainihinihi é um rio do distrito de Westland na região da Costa Oeste (Ilha do Sul), na Nova Zelândia. É um afluente do Rio Taramakau.